# Euxoa cinnabarina
Euxoa cinnabarina là một loài bướm đêm trong họ Noctuidae.